# Beasley River
Beasley River är ett vattendrag i Australien. Det ligger i delstaten Western Australia, omkring 1 000 kilometer norr om delstatshuvudstaden Perth.
Omgivningarna runt Beasley River är i huvudsak ett öppet busklandskap. Trakten runt Beasley River är nära nog obefolkad, med mindre än två invånare per kvadratkilometer. Genomsnittlig årsnederbörd är 433 millimeter. Den regnigaste månaden är januari, med i genomsnitt 179 mm nederbörd, och den torraste är augusti, med 1 mm nederbörd.